# バレンシア県
バレンシア県（バレンシアけん、バレンシア語：Província de València、スペイン語：Provincia de Valencia）は、スペイン・バレンシア州の県。県都はバレンシア。

## 地理
バレンシア州のカステリョン県とアリカンテ県、カスティーリャ＝ラ・マンチャ州のアルバセテ県とクエンカ県に接している。東は地中海に面している。リンコン・デ・アデムスはクエンカ県とテルエル県にはさまれた飛び地となっている。
県都バレンシアはバレンシア県の人口の約3分の1を占めている。バレンシア県には265のムニシピオ（基礎自治体）があり、16の郡がある。

### 人口
| ヴァレンシア/バレンシア県の人口推移 1900－2010          |
|                                                         |
| 出典:INE（スペイン国立統計局）1900年 - 1991年、1996年 - |

## 歴史
1833年スペイン地方行政区分再編ではスペイン全土に49の県が設置された。この際にバレンシア県も設置され、県都はバレンシアに定められた。
1939年から1975年のフランコ独裁体制化を経て、スペインの民主化移行期の1970年代末から1980年代初頭にはスペイン全土に17の自治州が設置された。1982年7月10日にはバレンシア県など8県からなるバレンシア州が発足した。

## 行政区画

### 主な自治体
| 順位 | 基礎自治体       | 人口 （2010年） |
| ---- | ---------------- | --------------- |
| 1    | バレンシア       | 809,267         |
| 2    | トレント         | 79,843          |
| 3    | ガンディア       | 79,430          |
| 4    | サグント         | 66,259          |
| 5    | パテルナ         | 65,921          |
| 6    | アルシーラ       | 44,758          |
| 7    | ミズラータ       | 43,792          |
| 8    | ブルジャスット   | 38,170          |
| 9    | ウンティニェンテ | 37,935          |
| 10   | シリベーリャ     | 30,910          |

### 司法管轄区
県内は18の司法管轄区に分けられる。
1. リリア司法管轄区[5] - アデムス、アルクブラス、アルプエンテ、アンディーリャ、アラス・デ・ロス・オルモス、Benagéber、ベナグアシル、ベニサノー、ベテラ、ブガーラ、カリェス、カサス・アルタス、カサス・バッハス、カシーノス、カスティエルファビブ、チェルバ、チュリーリャ、ドメーニョ、レリアーナ、ガトバ、Gestalgar、イゲルエーラス、リリア、ロリギーリャ、ロサ・デル・オビスポ、マリーネス、ナケラ、オロカウ、ペドラルバ、ラ・ポブラ・デ・バルボーナ、プエブラ・デ・サン・ミゲル、リバ＝ロッハ・デ・トゥリア、セーラ、ソト・ダ・チェーラ、ティタグアス、トレバッハ、トゥエハル、バリャンカ、ビラマラシャント、ビリャール・デル・アルソビスポ、La Yesa
2. ガンディーア司法管轄区[6] - アドール、アルファウイール、アルミセラー、アルモイナス、アルケリーア・デ・ラ・コンデサ/ラルケリーア・デ・ラ・コンテサ、バルチ、Bellreguard、ベニアルジョー、ベニフラー、バニラドラー、カストリェネッド・デ・ラ・コンケスタ、ダイムース、ラ・フォント・デン・カロス、ガンディーア、グアルダマール・デ・ラ・サフォール、リョグノウ・デ・サン・ジェローニ、ミラマール、オリーバ、パルマ・デ・ガンディーア、パルメーラ、ピーレス、ポトリーエス、ラフェルコフェール、レアル・デ・ガンディーア、ロトバ、ビラリョンガ、シェラーコ、シェレーザ
3. ウンティニェント司法管轄区[7] - アグリェント、アイエーロ・デ・マルフェリート、アイエーロ・デ・ルガート、アルバイダ、アルファラシー、Atzeneta d'Albaida、ベルジーダ、バリュス、Beniatjar、ベニコレート、ベニガニム、ベニソーダ、ベニスエーラ、ボカイレント、ブファーリ、カリコラ、カステリョー・ダ・ルガット、フォンタナルス・デルス・アルフォリンス、Guadasequies、リュチェント、モンタヴェルネール、モンティチェルボ、ロリェリア、ウンティニェント、オトス、エル・パロマール、ピネートラ・ポブラ・ダル・ドゥック、クアトラトンダ、ラフォル・デ・サーレム、ルガート、サーレム、センペーレ、テラテッチ
4. トレント司法管轄区[8] - アラクアス、アルダイア、パイポルタ、ピカーニャ、トレント
5. スエカ司法管轄区[9] - アルバラート・ダ・ラ・リベーラ、ベニファイロー・デ・ラ・バルディグナ、コルベーラ、クジェーラ、ファバーラ、フォルタレーニ、リャウリー、ポリニャー・デ・シューケル、リオーラ、シマート・デ・ラ・ヴァルディグナ、ソリャーナ、スエカ、タヴェルネス・デ・ラ・バルディグナ
6. バレンシア/ヴァレンシア司法管轄区[10] - バレンシア/ヴァレンシア
7. サグント司法管轄区[11] - Albalat dels Tarongers、アルファーラ・ダ・アルジミーア、アルガール・デ・パレンシア、アルジミーア・ダ・アルファーラ、ベナヴィーテス、ベニファイロー・デ・レス・バルス、Canet d'En Berenguer、エスティベーリャ、ファウラ、ジレート、パトレス、Quart de les Valls、クアルテル、サグント、セガルトt、トーレス・トーレス
8. アルジーラ司法管轄区[12] - アルベリック、アルカンタラ・ダ・シュケル、アルジェメシー、アルジーラ、アンテーリャ、ベネイシーダ、ベニムスレム、カルカイシェント、カルセル、コテス、レノバ、ガバルダ、グアダスアール、マヌエル、マサラベス、ラ・ポブラ・リャルガ、ラフェルグアラフ、サン・フアン・デ・エノバ、セジェント、サニェーラ、スマカルセル、トウス、ビジャヌエバ・デ・カステジョン
9. カルレート司法管轄区[13] - ラルクディア、アルジネート、アルムサフェス、ベニファイオー、ベニモード、カルレート、シーリャ
10. シャティバ司法管轄区[14] - ラルクディア・ダ・クレスピンス、アンナ、バルシェータ、ビコルプ、ボルバイテ、カナルス、サルダー、チェーリャ、エンゲーラ、エストゥベニ、ラ・フォント・ダ・ラ・フィゲーラ、Genovés、ラ・グランジャ・デ・ラ・コステーラ、リャネーラ・ダ・ラーナス、Llocnou d'En Fenollet、ラ・ジョサ・デ・ラーネス、モヘンテ/ムイシェント、モンテーサ、ナバレス、Novelé/Novetlè、ケーザ、Rotglà i Corberà、トレーリャ、バリャーダ、バリェス、シャティバ
11. ラケーナ司法管轄区[15] - アルボラーチェ、Ayora、ブニョル、カンポロブレス、カウデーテ・デ・ラス・フエンテス、チェーラ、チェステ、チーバ、コフレンテス、コルテス・デ・パリャス、ドス・アグアス、フエンテロブレス、ゴデリェータ、Jalance、Jarafuel、Macastre、ミリャーレス、ラケーナ、シエテ・アグアス、シナルカス、テレサ・デ・コフレンテス、トゥリス、ウティエル、ベンタ・デル・モーロ、ビジャルゴルド・デル・カブリエル、Yátova、サーラ
12. カタロージャ司法管轄区[16] - アルバル、アルファファル、Benetússer、カタロージャ、ルガール・ヌエバ・デ・ラコローナ、マサナーサ、セダビー
13. モンカーダ司法管轄区[17] - Albalat dels Sorells、Alboraya、アルファーラ・デル・パトリアルカ、アルマセラ、ボンレポス・イ・ミランベル、エンペラドール、フォイオス、メリアーナ、モンカーダ、ロカフォルト、タベルナス・ブランカス、ビナレーザ
14. パテルナ司法管轄区[18] - Burjassot、ゴデーリャ、パテルナ、サン・アントーニオ・デ・ベナヘベル
15. クアルト・ダ・ポブラット司法管轄区[19] - マニーセス、クアルト・ダ・ポブラット
16. ミスラータ司法管轄区[20] - ミスラータ、シリベーリャ
17. マサマグレイ司法管轄区[21] - アルブイシェク、マサルファサール、マサマグレイ、ムセールス、ラ・ポブラ・デ・ファルナルス、プソル、エル・プッチ、ラフェルブニョル/ラファルブニョル
18. ピカセント司法管轄区[22] - アルカセール、アルファルプ、ベニパレル、カタダウ、リョンバイ、モンセラート、モンロイ、ピカセント、レアル・デ・モンロイ